# Powiat Rawitsch
Powiat Rawitsch (niem. Kreis Rawitsch, pol. powiat rawicki) – niemiecki powiat istniejący w okresie od 1887 do 1919 r. na terenie prowincji poznańskiej.
Powiat Rawitsch utworzono w 1887 r. z południowej części powiatu Kröben. W 1918 r. w prowincji poznańskiej wybuchło powstanie wielkopolskie przeciwko rządom niemieckim i północno-wschodnia część powiatu znalazł się pod kontrolą powstańców, ale okolice Rawicza i Bojanowa pozostały w niemieckich rękach. W ramach traktatu wersalskiego z 1919 r. terytorium powiatu trafiło w 1920 r. do polskiego powiatu rawickiego, z wyjątkiem okolic miejscowości Szmezdrowo, którą włączono do powiatu Guhrau. W czasie II wojny światowej niemieckie władze okupacyjne utworzyły w okupowanej Wielkopolsce powiat Rawitsch. W 1945 r. Armia Czerwona zajęła Wielkopolskę, a teren przejęła administracja polska.
W 1910 r. powiat obejmował 133 gminy o powierzchni 495,92 km² zamieszkanych przez 50.523 osób.